# Barbodes carnaticus
Barbodes carnaticus és una espècie de peix cipriniforme de la família dels ciprínids que es troba a l'Índia, a l'estat de Carnataca, que li va donar l'epítet carnaticus.
Els mascles poden assolir els 60 cm de longitud total.